# The Neighbors (série télévisée, 2012)
The Neighbors, ou Étranges Voisins au Québec, est une série télévisée américaine en 44 épisodes de 22 minutes créée par Dan Fogelman et diffusée entre le 26 septembre 2012 et le 11 avril 2014 sur le réseau ABC aux États-Unis et sur le réseau CTV et CTV Two au Canada.
En France, la série a été diffusée du 26 octobre 2013 au 1er novembre 2014 sur Comédie+, au Québec, du 3 février 2014 au 6 avril 2015 sur Ztélé, et en Belgique, depuis le 22 mai 2015 sur Club RTL. Néanmoins, elle reste inédite en Suisse.

## Synopsis
Une famille ordinaire, les Weaver, déménagent dans la communauté « Hidden Hills » au New Jersey. Ils découvrent que les résidents proviennent d'une autre planète, Zabvron.

## Distribution
- Jami Gertz (VFB : Fabienne Loriaux) : Debbie Weaver
- Lenny Venito (VFB : Franck Dacquin) : Marty Weaver
- Simon Templeman (VFB : Erwin Grünspan) : Larry Bird, leader des aliens
- Toks Olagundoye (VFB : Delphine Moriau) : Jackie Joyner-Kersee
- Max Charles (en) (VFB : Circé Lethem) : Max Weaver (9 ans)
- Isabella Cramp (en) (VFB : Noa Lecot) : Abby Weaver (7 ans)
- Clara Mamet (VFB : Marie du Bled) : Amber Weaver (16 ans)
- Ian Patrick (VFB : Arthur Dubois) : Dick Butkus
- Tim Jo (en) (VFB : Thibaut Delmotte) : Reggie Jackson

Voix françaises
- Société de doublage : Dubbing Brothers - Belgique
- Directeur artistique : Aurélien Ringelheim
- Adaptation : Fabienne Goudey

Source doublage : Doublage Séries Database

## Développement

### Production
Le développement de la série et la commande du pilote a eu lieu en octobre 2011 sous le titre Untitled Dan Fogelman Project, puis Down to Earth.
Le 11 mai 2012, ABC a commandé la série et lui a attribué quatre jours plus tard lors des Upfronts la case horaire du mercredi à 21 h 30.
Lors du dévoilement des dates de début sur ABC, la série a été déplacée à 20 h 30, échangeant de case horaire avec Suburgatory.
Le 29 octobre 2012, ABC a commandé neuf épisodes supplémentaires pour une saison complète.
Le 4 décembre 2012, ABC a annoncé que la série diffusera les douze épisodes restants en rafale du 9 janvier au 27 mars 2013.
Le 10 mai 2013, la série a été renouvelée pour une deuxième saison déplacée les vendredis à 20 h 30.
Le 9 mai 2014, ABC décide d'annuler la série après deux saisons.

### Casting
Les rôles ont été attribués dans cet ordre : Jami Gertz, Simon Templeman, Toks Olagundoye et Tim Jo (en), Clara Mamet, Ian Patrick et Isabella Cramp (en) et Lenny Venito.

## Fiche technique
- Scripteur du pilote : Dan Fogelman
- Réalisateur du pilote : Chris Koch
- Producteurs exécutifs : Jeff Morton et Aaron Kaplan
- Société de production : ABC Studios

## Épisodes
| Saison | Saison | Nombre d'épisodes | Diffusion originale sur ABC | Diffusion originale sur ABC | Diffusion originale sur ABC | Diffusion originale sur ABC | Audiences (en millions) | Audiences (en millions) | Audiences (en millions) |
| Saison | Saison | Nombre d'épisodes | Année                       | Jour et heure               | Début de saison             | Fin de saison               | Première                | Finale                  | Moyenne                 |
| ------ | ------ | ----------------- | --------------------------- | --------------------------- | --------------------------- | --------------------------- | ----------------------- | ----------------------- | ----------------------- |
|        | 1      | 22                | 2012-2013                   | Mercredi 21 h 30            | 26 septembre 2012           | 27 mars 2013                | 9.22                    | 6.20                    | 6.20                    |
|        | 2      | 22                | 2013-2014                   | Vendredi 20 h 30            | 20 septembre 2013           | 11 avril 2014               | 4.58                    | 4.06                    | 4.10                    |

### Première saison (2012-2013)
1. Nouvelle maison, nouveaux voisins (Pilot)
2. Voyage au centre commercial (Journey to the Center of the Mall)
3. Petite soirée entre humains (Things Just Got Real)
4. La Rentrée des classes (Bathroom Etiquette)
5. Halloween-ween (Halloween-ween)
6. La Course à la perfection (Larry Bird and the Iron Throne)
7. La Saison des amours (50 Shades of Green)
8. Thanksgiving à la mode bird-kersee (Thanksgiving is for the Bird-Kersees)
9. La Magie de Noël… ou pas (Merry Crap-Mas)
10. Le Défunt jardinier (Juan of the Dead)
11. Le Petit bonhomme de pain d'épices (The Gingerbread Man)
12. Mise en quarantaine (Cold War)
13. Le Bal du lycée (Dream Weavers)
14. Le Country club (The Back Nine)
15. Les Bons conseils de Debbie (Space Invaders)
16. La Métamorphose (Mother Clubbers)
17. Larry Bird fait son cinéma (Larry Bird Presents an Oscar-Winning Film by Larry Bird)
18. Un homme viril (Camping)
19. Le Permis de conduire (I Believe I Can Drive)
20. Tous en chœur ! (Sing Like a Larry Bird)
21. Un sac de nœuds (Mo Purses Mo Money Mo Problems)
22. Le Début de la fin (It Has Begun…)

### Deuxième saison (2013-2014)
Elle a été diffusée du 20 septembre 2013 au 11 avril 2014.
1. La Conférence familiale (Family Conference)
2. Le Farceur (September Fools)
3. La Promotion de jackie (The Neighbours)
4. Amitié à sens unique (The One with Interspecies F-R-I-E-N-D-S)
5. La Grande fête de Larry (Challoweenukah)
6. Vive le foot (Any Friggin' Sunday)
7. Le Sac à boisson (We Jumped the Shark (Tank))
8. L'Examen (Good Debbie Hunting)
9. Un Thanksgiving pas comme les autres (Thanksgiving is No Schmuck Bait)
10. Un travail à tout prix (Supreme Like Me)
11. Drôle de Noël (A Christmas Story)
12. Danger et amour (Fear and Loving in New Jersey)
13. La Réunion d'anciens élèves (High School Reunion)
14. Hommes, mode d'emploi (Man, Actually)
15. La Jalousie selon Larry (You’ve Lost That Larry Feeling)
16. Des amis indispensables (Oscar Party)
17. Sous le signe de Bollywood (Balle Balle!)
18. La Crise (A Night in (Lou Ferrigno's Hibachi) Heaven)
19. Un frère inattendu (Uncle Benjamin)
20. L'Heure des choix (Close Encounters of the Bird Kind)
21. Le Frère prodigue (All That Jazzy Jeff)
22. Nouveau départ (There Goes the Neighbors' Hood)

## Commentaires
- Les aliens dans la communauté Hidden Hills portent des noms de personnalités sportives connues.
- Le personnage interprété par Simon Templeman, le leader des aliens, devait initialement être Wilt Chamberlain alors que son fils, interprété par Tim Jo, devait être Joe Montana[16].